# Flaviano Vicentini

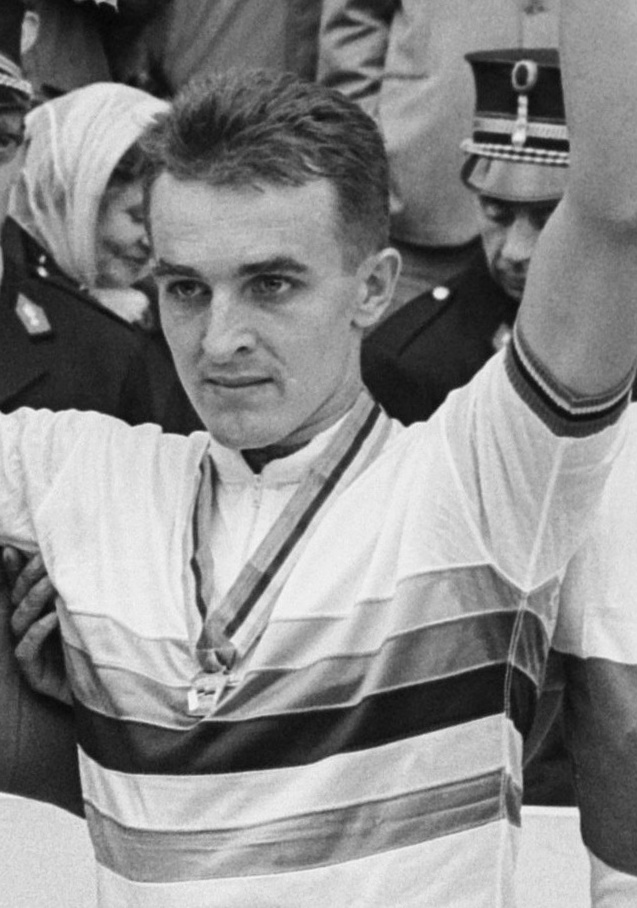
Vicentini bei der Siegerehrung bei den UCI-Straßen-Weltmeisterschaften 1963

Flaviano Vicentini (* 21. Juni 1942 in Grezzana; † 31. Dezember 2002 in Verona) war ein italienischer Radrennfahrer und Weltmeister im Radsport.

## Sportliche Laufbahn
Vicentini war Straßenradsportler. Er wurde im August 1963 im belgischen Ronse Titelträger der Amateure bei den Weltmeisterschaften (in dem Rennen wurde der Deutsche Winfried Bölke Dritter). Zuvor hatte er in Italien einige Rennen gewinnen können, war aber international noch nicht in Erscheinung getreten.
In der folgenden Saison wurde Vicentini Berufsfahrer in einem kleinen italienischen Team (Ignis) und konnte in seiner ersten Saison als Profi den dritten Platz der Tre Valli Varesine belegen. Im Jahr 1966 wurde Zweiter beim Giro del Veneto, in welchem er 1967 Dritter wurde. Bei der Tour de France 1967  wurde er 32. des Gesamtklassements, ein Jahr später wurde er als 19. klassiert. Fünfmal startete er beim Giro d’Italia. Seine beste Platzierung war der 20. Platz 1966.
1969 gewann Vicentini den Giro del Lazio und eine Etappe der Katalonien-Rundfahrt. Er startete für die italienische Nationalmannschaft bei den Weltmeisterschaften 1966 und wurde als 13. klassiert. In den klassischen Radrennen war der sechsten Platz bei Lüttich–Bastogne–Lüttich 1967 sein bestes Ergebnis.